# تاریخ پاکستان
پاکستان دارای تمدن آسیایی بوده‌است و یکی از تمدن‌ها بزرگ جهان به حساب می‌آید که پس از میان‌رودان و مصر تمدن دوره سند (۲۵۰۰ تا ۱۵۰۰ پ.م) است. کشور کنونی پاکستان در تاریخ ۱۴ اوت (۱۹۴۷ م) تأسیس شد. اما ناحیه‌ای که دربرمی گیرد تاریخچه گسترده‌ای دارد که با تاریخ هندوستان، اشتراک دارد و همچنین بخش هایی از پاکستان در حوزۀ ایران زمین می باشد. این منطقه محل تقاطع راه‌های تجاری تاریخی مانند جاده ابریشم بوده‌است و در هزاران سال توسط گروه‌های مختلفی به عنوان سرزمین سکونت به کار رفته است.  این گروه‌ها دراویدی‌ها، هندواروپایی‌ها، هخامنشی‌ها،سکاها، اشکانی‌ها، کوشانی‌ها، اعراب، ترک تبارها و مغول‌ها بودند. این منطقه را بیشتر به نام موزه اقوام و نژادها می‌شناسند. در هنگام قیام گاندی علیه استعمار انگلیس، پاکستان به رهبری محمد علی جناح (از یاران گاندی) پیش از استقلال هند، استقلال خود را بازیافت.
مورخ و جغرافی‌دان دو بلیج مولر هنگامی که گفت: «اگر آن‌گونه که می‌گویند مصر موهبتی از سوی نیل است، پاکستان نیز موهبتی از سند است.» اهمیت تاریخی این منطقه را آشکار ساخت. نخستین نشانه وجود انسان‌ها در این منطقه ابزارهای سنگی هستند که در استان پنجاب از فرهنگ سوان برجای مانده‌اند و مربوط به ۱۰۰ هزار تا ۵۰۰ هزار سال پیش هستند. رود سند محل فرهنگ‌های باستانی متعددی از قبیل مهرگاره (یکی از اولین شهرهای شناخته شده جهانی) و تمدن دره سند در هاراپا و موهن‌جو دارو است. تمدن دره سند در اواسط هزاره دوم قبل از میلاد دچار انحطاط شد و پس از آن تمدن ودابی پدید آمد که در بیشتر شمال هند و پاکستان گسترده شد.

## هخامنشیان
داریوش بزرگ، شاهنشاه هخامنشی از فرصت استفاده کرد و برای حمله برنامه‌ریزی کرد. دره سند در ایران به خاطر طلا و خاک حاصلخیزش افسانه شده بود و فتح آن هدف اصلی سلف او کوروش بزرگ بود. در سال ۵۱۸ پ.م، داریوش ارتش خود را از طریق گذرگاه خیبر و طی مراحل به سمت جنوب رهبری کرد و سرانجام در سال ۵۱۶ پ.م به ساحل دریای عمان در سند رسید. تحت حکومت ایرانی‌ها، برای اولین بار یک سیستم مدیریت متمرکز، با سیستم بوروکراتیک، وارد دره سند شد و استان‌ها یا «ساتراپی» با مراکز استان‌ها تأسیس شد. با وجود همه این‌ها، هیچ مدرک باستان‌شناسی دال بر تسلط هخامنشیان بر این منطقه وجود ندارد، زیرا در هیچ جای پاکستان، از جمله در تاکسیلا، حتی یک مکان باستانی که بتوان آن را به‌طور مثبت با هخامنشی‌ها شناسایی کرد، یافت نشد. آنچه دربارهٔ شرقی‌ترین ساتراپ‌ها و سرزمین‌های مرزی شاهنشاهی هخامنشی شناخته شده‌است در کتیبه‌های داریوش و از منابع یونانی مانند تاریخ هرودوت و تواریخ اسکندر متأخر (آرین، استرابون و دیگران) به آن اشاره شده‌است. این منابع سه شاخه دره سند یا سرزمین‌های فتح شده را که تابع امپراتوری ایران بوده و برای پرداخت خراج به پادشاهان ایرانی ساخته شده‌اند، فهرست می‌کنند: گاندارا، ساتاگیدیا و هندوش.

## تأسیس پادشاهی هندویونانی

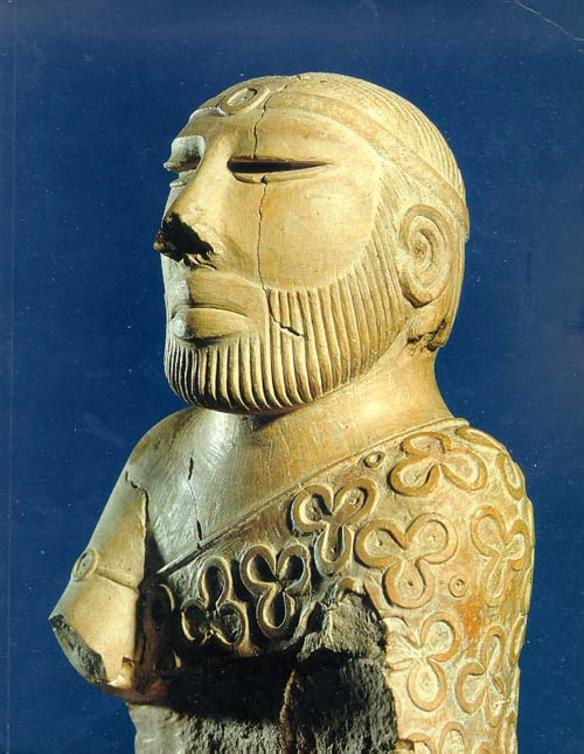
تندیسی متعلق به ۲۵۰۰ سال پیش از میلاد در موزه ملی کراچی

پادشاهی هندویونانی که توسط دمتریوس اول باکتریا تأسیس شد، شامل گنداره و ناحیه پنجاب از ۱۸۴ پ.م می‌شد و در زمان حکومت مناندر اول که با پیشرفت‌های تجاری و فرهنگی دوره یونانی–بودائیسم همراه بود را بنا نهاد و به بیشترین رشد و پیشرفت خود رسید.
شهر تاکسیلا (تاکشاشیلا) مرکز مهم آموزشی در دوران باستانی شد. بقایای شهر که در غرب اسلام‌آباد واقع هستند، یکی از مکان‌های باستان‌شناسی عمده کشور است.

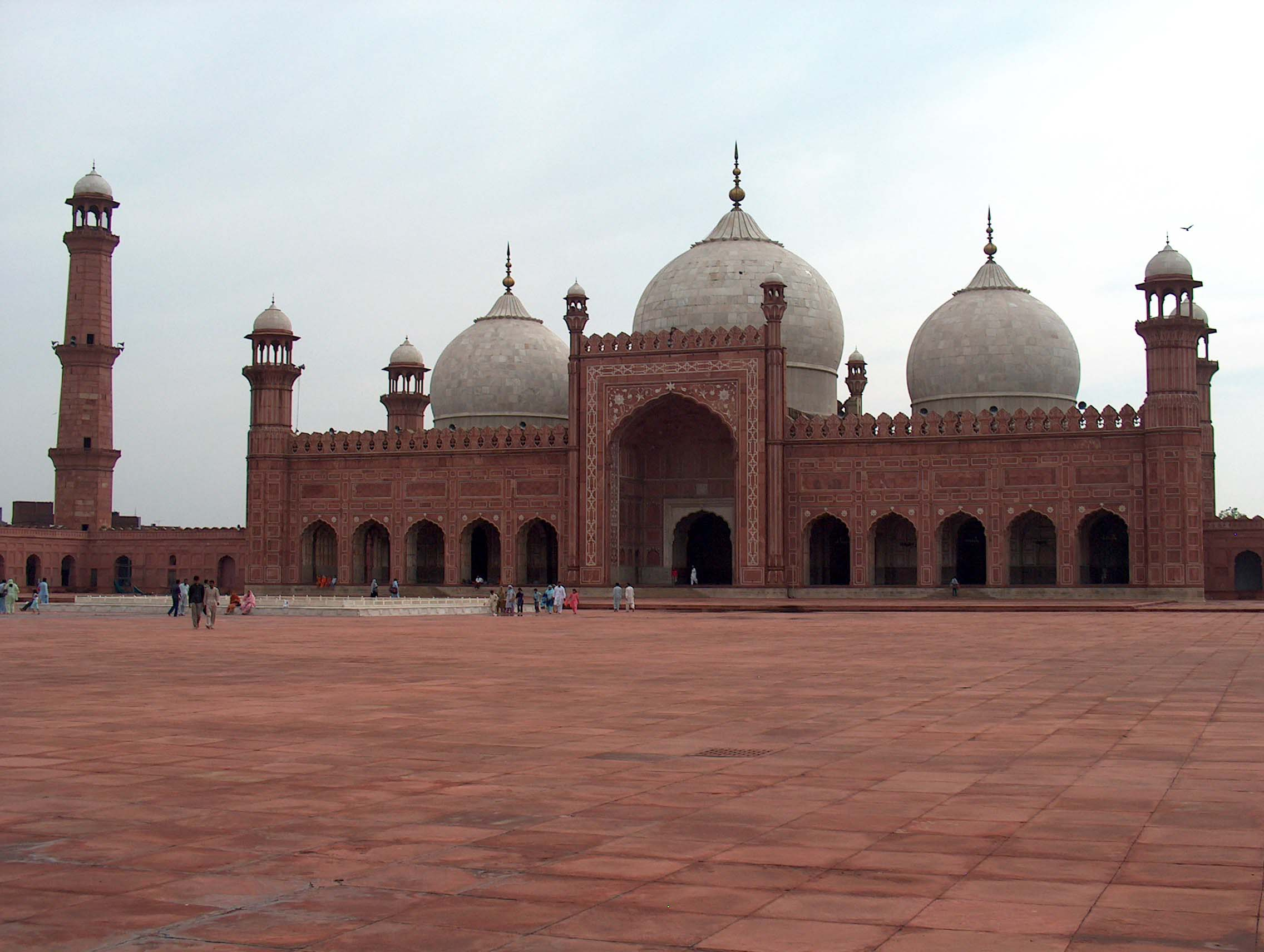
مسجد پادشاهی؛ که در سده هفدهم میلادی توسط اورنگ‌زیب امپراتور گورکانی در لاهور ساخته شد.

## فتح پاکستان در ۷۱۲ میلادی
در سال ۷۱۲ میلادی، فرمانده عرب به نام محمد بن قاسم، سند و مولتان در جنوب پنجاب (پاکستان) را فتح کرد و بنای حکومت‌های بعدی مسلمانان را که شامل حکومت غزنویان پادشاهی محمد غز پادشاهی (سلطان نشین) دهلی و امپراتوری گورکانی می‌شدند ایجاد کردند. در طول این دوره مروجان دینی صوفی نقش محوری را در تغییر دین اکثریت جمعیت منطقه به اسلام ایفا نمودند. انحطاط تدریجی حکومت مغول در اوایل قرن هجدهم موقعیت‌هایی را برای جمعیت افغانستان، بلوچ‌ها و سیک‌ها برای اعمال قدرت و کنترل خود بر نواحی گسترده‌ای را فراهم نهاد تا زمانی که کمپانی هند شرقی بریتانیا سلطه خود را بر جنوب آسیا گسترانید.

## جنگ استقلال هند و پیامدها
جنگ استقلال هند در ۱۲۳۶ خورشیدی (۱۸۵۷ میلادی) آخرین نبرد مسلحانه منطقه ضد راج بریتانیا بود و زمینه‌های نبرد آزادی خواهانه غیرمسلحانه که توسط مجلس ملی هند رهبری می‌شد را بنا نهاد. با این وجود مسلم لیگ هند در نیمه دوم دهه ۱۹۳۰ در میان ارسی از نادیده گرفتن مسلمانان در سیاست به محبوبیت رسید در ۲۹ دسامبر ۱۹۳۰ خطابه مربوط به ریاست جمهوری علامه اقبال لاهوری خواهان ایجاد یک کشور مسلمان مجزا در شمال غربی و آسیای جنوب شرقی شد. محمد علی جناح تئوری دو ملت را حمایت کرد و لیگ مسلمانان را به سوی پذیرش «قطعنامه لاهور» مربوط به ۱۹۴۰ هدایت کرد که نهایتاً به ایجاد کشور پاکستان انجامید.

## تشکیل پاکستان ۱۹۴۷
پاکستان در ۱۴ اوت ۱۹۴۷ با دو جناح دارای اکثریت مسلمان در قسمت شرقی و شمال غربی مناطق آسیای جنوبی تشکیل شد که توسط هند که اکثریت آن هندو بودند از هم جدا شد و از استان‌های بلوچستان (پاکستان)، بنگلادش شرقی، استان مرزی شمال غرب، پنجاب غربی و سند تشکیل می‌شد. تقسیم هند تحت کنترل بریتانیا به شورش‌های فرقه‌ای منجر گردید.
در سراسر هند و پاکستان مخصوصاً جامو و کشمیر تب جنگ بالا گرفت و به اولین جنگ کشمیر (۱۹۴۸) منتهی شد که در آن پاکستان و هند هر یک قسمت‌های عظیمی از کشمیر را تصرف کردند. پاکستان بعد از استقلال در ۱۴ اوت ۱۹۴۷ (همزمان با هند) اما همچنان به‌طور رسمی مستقل نشده بود تا اینکه در ۲۳ مارس ۱۹۵۶ به‌طور رسمی مستقل شد و ژنرال اسکندر میرزا به عنوان اولین رئیس‌جمهور هر دو بخش پاکستان غربی و شرقی (بعدها بنگلادش) برگزیده شد و در سال ۱۹۵۸ با کودتایی توسط ژنرال ایوب‌ خان (۶۹–۱۹۵۸) برکنار شد. ژنرال ایوب خان در طول یک دوره ناآرامی داخلی و همچنین در دوره جنگ ۱۹۶۵ هند - پاکستان رئیس‌جمهور بود. جانشین او ژنرال یحیی خان (۷۱–۱۹۶۹) با طوفان - بهولا ۱۹۷۰ - مواجه شد که باعث مرگ ۵۰۰ هزار تن شد.

## ۱۹۷۱ تا ۱۹۹۹
تفرقه‌های اقتصادی و سیاسی در پاکستان شرقی (بنگلادش امروزی) منجر به سرکوبی‌ها و تنش‌های شدید سیاسی گردید، که نهایتاً به جنگ آزادسازی بنگلادش و جنگ ۱۹۷۱ هند و پاکستان و نهایتاً جدا شدن پاکستان شرقی به عنوان کشور مستقل بنگلادش انجامید. حکومت غیرنظامی از سال ۱۹۷۲ تا ۱۹۷۷ توسط ذوالفقار علی بوتو تا زمانی که خلع شد و توسط یک جنایت قضایی در سال ۱۹۷۹ به دست ژنرال محمد ضیاءالحق اعدام شد، از سرگرفته شد. ضیاء الحق سومین رئیس‌جمهور نظامی شد. سیاست‌های سکولار (غیر دینی) پاکستان با معرفی قوانین اسلامی شریعت توسط ضیاء از بین رفتند و این روند تأثیرات مذهبی و دینی بر جامعه شهریب، و همچنین نظامی را افزایش داد. با مرگ ژنرال ضیاء در حادثه سقوط هواپیما در سال ۱۳۶۷ (۱۹۸۸)، بی‌نظیر بوتو دختر ذوالفقار علی بوتو به عنوان اولین نخست وزیر زن پاکستانی انتخاب شد. در طول دهه بعد با خرابتر شدن اوضاع سیاسی و اقتصادی کشور، او قدرت را به نواز شریف واگذار کرد.

## کودتای پرویز مشرف
تنش‌های نظامی در جنگ کارگل که پاکستان و هند در سال ۱۹۹۹ با آن مواجه بودند، با یک کودتای نظامی دنبال شد که در این کودتا ژنرال پرویز مشرف توانست قدرت اجرایی را به دست گیرد. در سال ۲۰۰۱ مشرف توانست با استعفای رفیق ترار، رئیس‌جمهور پاکستان شود. پس از انتخابات مجلس ۲۰۰۲، مشرف قدرت‌های اجرایی را به نخست وزیر تازه منتخب ظفرالله خان جمالی واگذار کرد که او نیز در انتخابات نخست وزیری ۲۰۰۴ پاکستان، جای خود را به شوکت عزیز داد.